# Daniła Siemierikow
Daniła Michajłowicz Siemierikow (ros. Данила Михайлович Семериков; ur. 19 października 1994) – rosyjski łyżwiarz szybki, trzykrotny medalista mistrzostw świata.

## Kariera
Pierwszy raz na arenie międzynarodowej Daniła Siemierikow pojawił się podczas mistrzostw świata juniorów w Collalbo w 2013 roku. Jego najlepszym wynikiem na tej imprezie było dwudzieste miejsce wywalczone na dystansie 5000 m. Startował także na rozgrywanych rok później mistrzostwach świata juniorów w Bjugn, gdzie był między innymi jedenasty w wieloboju i na dystansie 5000 m. W zawodach Pucharu Świata zadebiutował 14 listopada 2014 roku w Obihiro, zajmując jedenaste miejsce w biegu na 5000 m. Dzień później Siemierikow po raz pierwszy w karierze stanął na podium zawodów PŚ, wspólnie z Aleksandrem Rumiancewem i Daniiłem Sinicynem zajmując trzecie miejsc w biegu drużynowym. W tej samej konkurencji Rosjanie z Siemierikowem w składzie zajęli także czwarte miejsce 5 grudnia 2014 roku w Berlinie i ósme 12 grudnia 2014 roku w Heerenveen.